# اوئن مارکس
اوئن مارکس (انگلیسی: Owen Marks؛ ‏ ۸ اوت ۱۸۹۹ – ۱۸ سپتامبر ۱۹۶۰) یک تدوین‌گر اهل انگلستان بود.

## گزیده فیلم‌شناسی
- دیزرائیلی (فیلم ۱۹۲۹) (۱۹۲۹) (در عنوان بندی نیامده)
- انگلیسی باستان (فیلم) (۱۹۳۰)
- الکساندر همیلتون (فیلم) (۱۹۳۱)
- قاتل حرفه‌ای (فیلم ۱۹۳۲) (۱۹۳۲)
- همایش در شهر (۱۹۳۳)
- ولتر (فیلم) (۱۹۳۳)
- جنگل سنگی (۱۹۳۶)
- فرشتگانی با چهره‌های کثیف (۱۹۳۸)
- اعترافات یک جاسوس نازی (۱۹۳۹)
- زندگی خصوصی الیزابت و اسکس (۱۹۳۹)
- کازابلانکا (فیلم) (۱۹۴۲)
- مأموریت به مسکو (۱۹۴۳)
- گذرگاهی به سوی مارسی (۱۹۴۴)
- آرسنیک و تور کهنه (۱۹۴۴)
- دره عمیق (۱۹۴۷)
- گنج‌های سیرا مادره (۱۹۴۸)
- اوج التهاب (۱۹۴۹)
- در زنجیر (۱۹۵۰)
- شرق بهشت (فیلم) (۱۹۵۵)
- سانتیاگو (فیلم) (۱۹۵۶)
- اسکادرال لافایت (فیلم) (۱۹۵۸)
- خیلی زیاد، خیلی زود (۱۹۵۸)
- درخت اعدام (۱۹۵۹)